# Nicolás Frutos
Nicolás Alejandro Frutos (ur. 13 maja 1981 w Santa Fe) – argentyński piłkarz grający na pozycji napastnika, a także trener.

## Kariera
Profesjonalną karierę Frutos zaczynał w klubie z rodzinnego miasta, a mianowicie Union Santa Fe. Przez dwa lata gry w tym zespole zdążył wystąpić w 38 meczach i strzelić 6 goli. Kolejny sezon spędził w silniejszym klubie – San Lorenzo de Almagro. Tu nie spełnił do końca pokładanych w nim nadziei, więc przeniósł się do Nueva Chicago. W Nuevie zagrał tylko w jednym meczu, po czym wyjechał do Hiszpanii, by grać dla drugoligowego UD Las Palmas. Po roku i tylko jednym strzelonej bramce wrócił do ojczyzny, a konkretnie do Gimnasi y Esgrima La Plata. W zespole z La Platy odbudował formę i już w następnym sezonie grał wspólnie z Sergiem Agüero w Independiente de Avellaneda. W 28 meczach strzelił tam 19 goli. Po udanym sezonie powrócił do Europy, gdzie podpisał kontrakt z Anderlechtem. Kontrakt został podpisany we wrześniu 2005 roku, a piłkarz w nowym klubie zadebiutować mógł dopiero w styczniu 2006 roku, gdyż wtedy oficjalnie zostało otwarte okno transferowe. W sezonie 2005/06 zagrał w 10 meczach, strzelając 9 goli, i przyczynił się do zdobycia przez Anderlecht mistrzostwa Belgii. Przyczyną tak małej liczby meczów była kontuzja kolana. W kolejnych rozgrywkach zdobył 15 bramek w 24 występach i ponownie zdobył mistrzostwa kraju, tak jak w 2010 roku. 28 marca 2010 z powodu poważnej kontuzji ścięgna Achillesa zdecydował się zakończyć piłkarską karierę.
Żonaty z Rominą, ma córkę Sofię.